# ورزشگاه ایدالگو
ورزشگاه ایدالگو یک ورزشگاه فوتبال واقع در پاچوکا، ایدالگو، مکزیک است. این ورزشگاه خانگی پاچوکا در لیگ برتر مکزیک و زنان پاچوکا در لیگ برتر زنان مکزیک است. این ورزشگاه در سال ۱۹۹۳ افتتاح شد و ظرفیت ۲۵,۹۲۲ نفری دارد. این ورزشگاه مرتفع‌ترین مرکز ورزشی در ایالت ایدالگو است و نام آن، مانند نام ایالت، به افتخار میگل ایدالگو ی کوستییا، پدر استقلال مکزیک، گرفته شده است.
به دلیل تسلط زیاد پاچوکا در دوران طلایی خود که در خانه بازی می‌کرد، به آن لقب "ال هوراکان" (طوفان) داده بودند و می‌گفتند: "این تیم در خانه مانند طوفان ویرانگر بازی می‌کند". این ورزشگاه تحت مدیریت گروه پاچوکا بازسازی و مدرن شد و در ۱ اوت ۲۰۰۴ بازگشایی شد.
این ورزشگاه بازی‌هایی از مسابقات بزرگ مانند جام قهرمانان کونکاکاف، جام لیبرتادورس، جام سودامریکانا، رکوپا سودامریکانا و جام مرکونورته را میزبانی کرد.